# 園田村 (静岡県)
園田村（そのだむら）は静岡県の西部、周智郡に属していた村である。現在の森町南部、おおむね太田川右岸にあたる。

## 地理
- 河川：太田川

## 歴史
- 1889年（明治22年）4月1日 - 町村制の施行により周智郡谷中村、中川村、草ヶ谷村、円田村、豊田郡牛飼村が合併して周智郡園田村が発足。
- 1955年（昭和30年）4月1日 - 森町・飯田村・一宮村・天方村と合併し、改めて森町が発足。同日園田村廃止。

## 交通

### 鉄道路線
日本国有鉄道二俣線（現天竜浜名湖鉄道天竜浜名湖線）が村域を通過していたが、駅は存在しなかった。現在は円田駅が所在するが、当時は未開業。